# 페이조아다 (동티모르 음식)

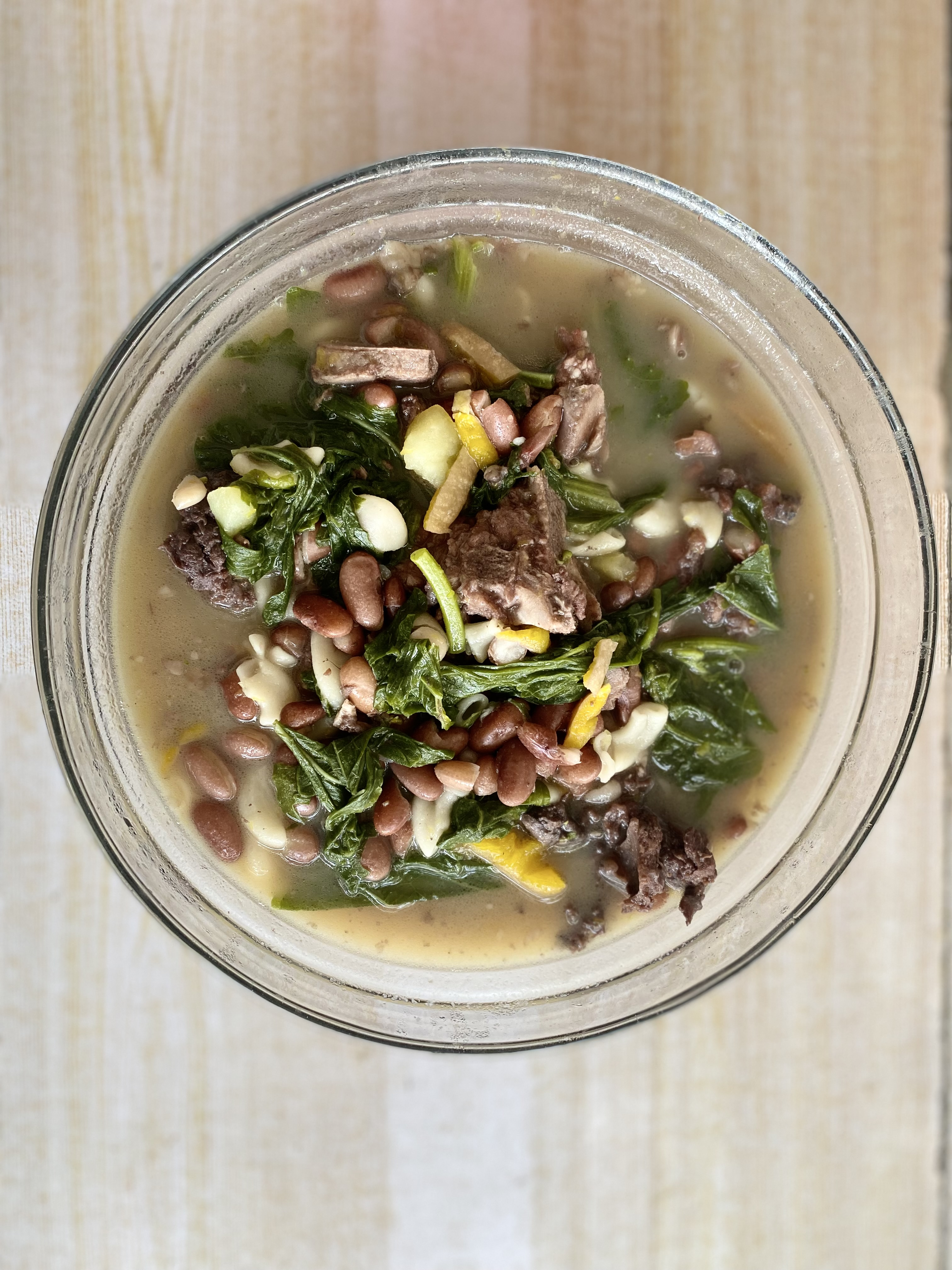
페이조아다

페이조아다(포르투갈어: feijoada) 또는 페이조아다 아 티모렌스(포르투갈어: feijoada à timorense)는 동티모르식 페이조아다이다. 붉은강낭콩과 목살, 삼겹살, 갈비 등 여러 가지 돼지고기 부위, 쇼리수와 링구이사 등 소시지를 넣어 만든다. 파파야 잎을 넣는 것이 동티모르식 페이조아다만의 특징이다. 카사바, 고구마, 호박 등 채소를 넣기도 한다.

## 이름
포르투갈어 "페이조아다 아 티모렌스(feijoada à timorense)"는 "동티모르식 페이조아다"라는 뜻이다. "아 티모렌스(à timorense)"는 "동티모르식의" 라는 뜻이며, "동티모르의"라는 뜻의 "티모렌스(timorense)"에 "~에"라는 뜻의 전치사 "아(a)"와 정관사 "아(a)"가 합쳐진 "아(à)"를 붙인 것이다.

## 역사
콩에 고기 등을 넣어 요리하는 페이조아다는 원래 포르투갈 음식이며, 포르투갈인 식민지배기에 동티모르에 도입되었다. 이후 동티모르의 식재료와 양념을 사용하는 쪽으로 변화하였다.

## 같이 보기
- 페이조아다: 포르투갈 음식
- 페이조아다: 브라질 음식